# Toxosporium abietinum
Toxosporium abietinum är en svampart som beskrevs av Vuill. 1896. Toxosporium abietinum ingår i släktet Toxosporium, divisionen sporsäcksvampar och riket svampar.   Inga underarter finns listade i Catalogue of Life.